# اکشتدت
اکشتدت (به آلمانی: Eckstedt) یک شهر در آلمان است که در زومردا واقع شده‌است. اکشتدت ۶۰۵ نفر جمعیت دارد.